# Anthony Mounier
Anthony Mounier (Aubenas, 27 de septiembre de 1987) es un exfutbolista francés que jugaba como centrocampista.

## Carrera
Fue promovido al primer equipo del Olympique de Lyon a inicios de la temporada 2007-08. Le fue otorgada la camiseta número 27. Hizo el debut en el equipo en la pretemporada de 2007 en la Copa de la Paz, en la cual jugó todos los partidos, marcando un gol en el primer partido del equipo frente al Shimizu S-Pulse. 
Hizo su debut en la Liga el 12 de enero de 2008 en la victoria del Lyon por 3 a 2 sobre el Toulouse F. C., partido en el que ingresó como sustituto. Marcó su primer gol en la Liga el 24 de enero de 2009 en la Copa de Francia en la victoria por 6 a 0 sobre el US Concarneau. Anotó su primer gol en la liga el 22 de marzo de 2009 contra el F. C. Sochaux.
En 2009 fue transferido al O. G. C. Niza donde jugaría hasta el 2012.
El 29 de junio de 2012, el Montpellier H. S. C. se hizo con los servicios de Anthony, por la cifra de €3.25 Millones, por 4 temporadas.
Sin embargo, el 29 de julio de 2015, el Bologna F. C. de la Serie A compró a Anthony, donde jugaría hasta enero de 2017 donde decidieron cederlo a préstamo al AS Saint-Étienne sin embargo, el préstamo duro apenas unos días y pocos partidos para el jugador, porque la hinchada del club francés se volvió en su contra así que volvió a Italia, y el Bolognia tuvo que buscar otra alternativa.
En febrero de 2017, finalmente fue cedido a préstamo al Atalanta B. C. de la misma Serie A hasta terminar la última mitad del campeonato.
El 31 de agosto de 2017 el Panathinaikos Fútbol Club de la Superliga de Grecia confirma su fichaje con un contrato por 3 años. Heredó la camiseta número 10 que utilizó el anterior jugador del club, el portugués Zeca.

## Clubes
| Club                    | País    | Año       |
| ----------------------- | ------- | --------- |
| Olympique de Lyon       | Francia | 2007-2009 |
| O. G. C. Niza           | Francia | 2009-2012 |
| Montpellier H. S. C.    | Francia | 2012-2015 |
| Bologna F. C. 1909      | Italia  | 2015-2017 |
| Atalanta B. C. (cedido) | Italia  | 2017      |
| Panathinaikos F. C.     | Grecia  | 2017-2019 |
| Panetolikos             | Grecia  | 2019-2020 |
| Apollon Smyrnis         | Grecia  | 2020-2021 |
| GS Kallithea            | Grecia  | 2021-2024 |

## Palmarés

### Títulos nacionales
| Título  | Club              | País    | Año  |
| ------- | ----------------- | ------- | ---- |
| Ligue 1 | Olympique de Lyon | Francia | 2008 |